# Мирний (Торжоцький район)
Мирний (рос. Мирный) — селище в Торжоцькому районі Тверської області Російської Федерації.
Населення становить 593 особи. Входить до складу муніципального утворення Мирновське сільське поселення.

## Історія
Від 2005 року входить до складу муніципального утворення Мирновське сільське поселення.

## Населення
| 1996 | 2002 | 2008 | 2010 |
| ---- | ---- | ---- | ---- |
| 656  | ↘572 | ↗610 | ↘593 |